# カタリダス
『カタリダス〜MAKE IT GREAT〜』（カタリダス メイク・イット・グレート）は、TBSにて2010年10月7日（6日深夜）から12月30日（29日深夜）の間に放送されていた深夜バラエティ番組である。放送は毎週木曜日の0:55 - 1:25（水曜日深夜24:55 - 25:25）。

## 概要
マイクロソフトの一社提供番組である。同社のマーケティング・グループが、PCに特別詳しいわけではない一般的なユーザーに対して自社製品を提案するために、テレビ媒体を使った方法を模索し、本番組が企画された。
番組内容は、「とある小さな演劇場（東京都内に実在する舞台小屋）にて、様々なジャンルの『賢人』と呼ばれる著名人たちがPowerPoint 2010を使い、観客に語り出す（カタリダス）プレゼンテーション『語りLIVEショー』を開催する」というもの。プレゼンテーションは「取り直しなしの一回きり」というルールで、ほぼノーカットで放送される。それを常に最前列で鑑賞し、彼らから学びだす集団「マナビダス」と質疑応答、プレゼンテーション直後の楽屋トークを展開する。
番組後半には、OL3人組が登場するミニドラマ「こちらカタリダス劇場事務局」が放送される。

## 出演者
マナビダス - D-BOYS：五十嵐の他は週替わりで3、4名ずつが出演。
- 五十嵐隼士（D☆DATE）：番組進行役。マナビダスリーダー。

| - 遠藤雄弥 - 和田正人 - 荒木宏文（D☆DATE） - 鈴木裕樹 - 加治将樹 - 瀬戸康史（D☆DATE） | - 柳下大 - 三上真史 - 足立理 - 山田悠介 - 堀井新太（D☆DATE） - 陳内将（D2） |

「こちらカタリダス劇場事務局」
- 理恵 - 吉井宇希[5]
- 美香 - 杉澤友香[5]
- 由美 - 早瀬英里奈[5]

## 放送リスト
| 回 | 放送日   | カタリダス                                     | テーマ                              | マナビダス （五十嵐隼士を除く）        |
| -- | -------- | ---------------------------------------------- | ----------------------------------- | -------------------------------------- |
| 01 | 10月07日 | 堤幸彦（演出家・映画監督）                     | ウソのススメ                        | 遠藤雄弥・足立理・柳下大・陳内将       |
| 02 | 10月14日 | 箭内道彦（クリエイティブディレクター）         | 企画倒れ                            | 遠藤雄弥・足立理・柳下大・陳内将       |
| 03 | 10月21日 | 藤巻幸夫（ブランドプロデューサー）             | 藤巻流 人脈作りの秘策「巻き込み術」 | 和田正人・鈴木裕樹・加治将樹・堀井新太 |
| 04 | 10月28日 | 白井晃（演出家・俳優）                         | 僕の芝居の作り方                    | 和田正人・鈴木裕樹・加治将樹・堀井新太 |
| 05 | 11月04日 | 渡邉明（オーナーシェフ）                       | レストラン競争に勝つ秘訣            | 和田正人・鈴木裕樹・加治将樹・堀井新太 |
| 06 | 11月10日 | 関根勤（タレント）                             | 21世紀を生き抜くためには…           | 荒木宏文・鈴木裕樹・山田悠介・堀井新太 |
| 07 | 11月18日 | 赤井勝（花人）                                 | 世界の共通語“花”の魅力              | 荒木宏文・鈴木裕樹・山田悠介・堀井新太 |
| 08 | 12月02日 | 秋元康                                         | 運のつかまえ方                      | 荒木宏文・瀬戸康史・堀井新太           |
| 09 | 12月09日 | 中村中（歌手・作詞作曲家）                     | 相手の先入観を利用しろ              | 荒木宏文・瀬戸康史・堀井新太           |
| 10 | 12月16日 | 福本伸行（漫画家）                             | これから漫画家を目指す人たちへ      | 和田正人・三上真史・足立理・山田悠介   |
| 11 | 12月23日 | 沖野修也（DJ・選曲家・サウンドプロデューサー） | 音楽的人間操作術                    | 荒木宏文・瀬戸康史・堀井新太           |
| 12 | 12月30日 | 田原総一朗（ジャーナリスト）                   | エリートのすすめ                    | 和田正人・三上真史・足立理・山田悠介   |

- 括弧内の肩書きは番組公式サイトによるもの

## スタッフ
- 総合演出：乾雅人
- ナレーター：田子千尋
- テーマ曲：中田ヤスタカ（capsule）「FREEDOM」[7]
- 構成：山名宏和、美濃部達宏、武田郁之輔、西村耕平、池上奈々、向島時郎
- カメラ：高橋秀和
- 照明：松本修一
- 編集：岩澤史晃
- 音効：樋口謙
- MA：渡邊剛盛
- デスク：岩関幸子
- AD：橋本詳吾
- AP：江原里実、河村綾乃、渡邉大樹
- ディレクター：高山和大、平元克二、町田洋昌、高山賢一、有田直美、清水宏幸
- プロデューサー：角田陽一郎、平山幸介、橘昌余
- チーフプロデューサー：高橋一晃
- 製作・著作：TBS